# Жора Крыжовников
Жо́ра Крыжо́вников (настоящее имя — Андре́й Никола́евич Пе́ршин; род. 14 февраля 1979, Арзамас-16, Горьковская область, СССР) — российский кинорежиссёр, сценарист, продюсер и театральный педагог.

## Биография
Родился 14 февраля 1979 года в городе Арзамас-16 Горьковской области (ныне город Саров Нижегородской области). Окончил ГИТИС (режиссёрский факультет, мастерская Марка Захарова) и ВГИК (факультет продюсерства и экономики, мастерская Александра Акопова).
Как режиссёр-педагог преподавал актёрское мастерство во ВГИКе (мастерская Андрея Панина) и РАТИ (мастерская Олега Кудряшова).

Есть правило, которому я научился в мастерской Марка Анатольевича Захарова. Невозможно подстроиться под некоего придуманного зрителя, который существует где-то; единственный шанс — попробовать сделать для себя.
— Жора Крыжовников
Особый интерес у него вызывает американский кинематограф 1940—1950-х годов: работы Альфреда Хичкока, Джона Хьюстона, Рауля Уолша и Джона Форда. Является поклонником джамп-ката — приёма, связанного со скачкообразной, режущей взгляд вклейкой, которая используется при монтаже. Впервые применив джамп-кат в фильме «Проклятие», режиссёр сделал его основным стилистическим приёмом в картине «Горько!», а также в своих последующих работах.

### Театральные работы (2006—2010)
В статье журнала «Театрал», посвящённой спектаклю «Холостой Мольер» («Школа современной пьесы», 2006), отмечалось, что постановщики Олег Глушков и Андрей Першин стремились к тому, чтобы простота спектакля «стала изысканностью». В журнале «Афиша» рецензент оценил его одержимость театром. В том же году Першин поставил в театре «АпАРТе» пьесу Шекспира «Мера за меру».
Журнал «Итоги» противопоставил агрессивности и технологичности «взрослого театра» ту «студенческую непритязательность и беззащитность», которая позже станет фирменным почерком Першина-Крыжовникова.
На его постановку «Старый друг лучше» («АпАРТе», 2010) откликнулось издание «Страстной бульвар», в публикации которого говорилось о том, что, перенося действие в наши дни и следуя традициям театра Островского, молодой режиссёр создаёт оригинальную, принципиально новую вещь, «лепит премьеру из подручного современного материала».

### Короткометражные фильмы (2009—2014)
В 2009 году Андрей Першин снял короткометражные фильмы «Дракон Абас Блю», «Пушкин. Дуэль» и «Казроп» (в соавторстве с Олегом Глушковым). Через год режиссёр начинает снимать под именем «Жора Крыжовников». Короткометражный фильм, снятый по мотивам собственной пьесы «Мой парень — робот», назывался «Счастливая покупка». История, длящаяся 8 минут, переносит зрителей в недалёкое будущее и рассказывает о том, как человекоподобный робот пытается подстроиться под характер женщины. В этом фильме Першин впервые выступил под псевдонимом.
Как «Жора Крыжовников» в титрах обозначены сценарист и режиссёр. Должность продюсера в этой же короткометражке была закреплена за Андреем Першиным.

Жора гораздо лучше, мне кажется. Потому что Жора снимает только то, что ему самому нравится. Андрей Першин много работал на телевидении, снимал развлекательные программы, новогодние «Огоньки» и прочее. Андрей Першин — это телевизионный ремесленник. А Жора — принципиальный человек, который пытается отвечать за то, что он делает. На самом деле это, в общем, игра. Мне нравится быть кем-то ещё. У Жоры своя история, своя фильмография. Мне хотелось бы, чтобы так было, чтобы он был отдельным существом.
— Жора Крыжовников
Второй короткометражный фильм Жоры Крыжовникова — «Проклятие» — был снят в жанре найденной плёнки. Записанную на камеру артхаусную историю о кастинге удалось снять при минимальном бюджете всего за полдня. Когда ролик с Тимофеем Трибунцевым в главной роли появился в одной из социальных сетей, его увидели продюсеры Сергей Светлаков и Тимур Бекмамбетов, искавшие в тот момент режиссёра на картину «Горько!» В 2012 году «Проклятие» получило специальный приз жюри на фестивале студенческих и дебютных фильмов «Святая Анна».
В 2014 году по собственному сценарию снял короткометражный фильм «Нечаянно» в жанре чёрной комедии, который стал лауреатом кинофестиваля «Кинотавр».

### «Горько!» (2013)
Фильм «Горько!», снятый в той же стилистике, что и «Проклятие», и собравший в прокате сумму, превышающую бюджет картины более чем в 16 раз, получил в целом положительные отзывы российских кинокритиков. Так, газета «Коммерсантъ» написала: «Не будем говорить о рождении нового Гайдая, но появился человек со вкусом к комедийной эксцентрике». Корреспондент журнала «Огонёк» отметил, что «авторы фильма совершают и ещё одно чудо. Несмотря на весь трагикомизм ситуации, тут случается нечто вроде катарсиса. Когда героев свадьбы запирают в автозак, где они ждут решения своей судьбы — мокрые, несчастные,— только в этот момент в них прорываются настоящие чувства».
По мнению автора издания «Сеанс», «Горько!» — это «портрет идеальной России без национальных противоречий, но с умеренно ворующими чиновниками, красивыми пейзажами и даже малым бизнесом». Обозреватель «Независимой газеты» предложил «в порядке бреда» выдвинуть картину на соискание премии «Оскар»: «Ведь наши мудрецы из комиссии по выдвижению всегда норовят отправить то, что, по их мнению, в очередной раз убедит американцев: русские непобедимы! Так вот если бы американские киноакадемики посмотрели этот сюжет про свадьбу в Геленджике, они бы окончательно и бесповоротно уверились: этот народ победить нельзя. Горько, товарищи!».
В то же время киновед Валерий Кичин в достаточно жёсткой рецензии, опубликованной на страницах «Российской газеты», назвал чувство юмора создателей картины «специфическим», отметил, что «сатира… здесь не ночевала», и выразил сомнения в том, что народная комедия несёт в себе лирическое начало: «Опьянение посредством водки авторам ближе, чем опьянение романтическим порывом».
В 2014 году комедия получила премию «Ника» в категории «Открытие года» и претендовала на выдвижение от России на премию «Оскар-2015» в категории «Лучший фильм на иностранном языке», соперничая с «Левиафаном» Звягинцева.

### С 2014 года
В дальнейшем Крыжовников продолжал работать в жанре комедии, выпустив фильм «Самый лучший день» и новые сегменты франшизы «Ёлки».
В 2014 году к списку работ Крыжовникова прибавился третий сезон телесериала «Кухня», который режиссёр снял под псевдонимом «Иван Тохтамыш». Своё место в сериале он, по собственному признанию, оценивает скромно, считая, что главным в этом проекте является не режиссёр, а сценаристы: «Читая сценарий, я и смеюсь, и плачу, и сочувствую нашим персонажам. <…> Я просто должен не испортить эти великолепные сценарии, помочь им дойти до зрителя».
В 2016 году Першин был включён в состав экспертного совета Фонда Кино, распределяющего государственные деньги на производство кинофильмов.
В 2018 году на сервисе «Premier» Крыжовников выпустил сериал «Звоните ДиКаприо!» с Александром Петровым в главной роли. Этот проект получил многочисленные награды и номинации, в том числе «Белый слон» и Премию Ассоциации продюсеров кино и телевидения за лучший телевизионный мини-сериал. «Кинопоиск» включил его в список лучших сериалов 2018 года и в список «25 главных сериалов 2010-х».
В ноябре 2023 года под режиссурой Крыжовникова вышел сериал в жанре криминальной драмы «Слово пацана. Кровь на асфальте». События сериала происходят в 1989 году в Казани и рассказывают о «казанском феномене» (о существовавших тогда молодёжных бандах). В 2023 году рассказал, что написал сценарий сериала «Преступление и наказание 1992», однако проект, предполагающий строительство «Сенной площади образца 1992 года», оказался слишком дорогим и поэтому так и не был запущен.
Весной 2024 года Крыжовников вошёл в состав членов жюри телешоу «Звёзды» на «НТВ».

## Личная жизнь
Первая жена (2009—2021) — актриса Юлия Александрова, снималась практически во всех режиссёрских работах Першина. В браке родилась дочь Вера Першина (род. в 2010).
Вторая жена (с 2021 года) — кинопродюсер Ольга Долматовская.

## Театральные постановки
- 2006 — «Мера за меру» (спектакль по пьесе Уильяма Шекспира в театре «АпАРТе»)
- 2006 — «Холостой Мольер» (фарс-мажор на мотив Жан-Батист Поклена в театре «Школа современной пьесы»)
- 2010 — «Старый друг лучше» (спектакль по пьесе Александра Островского в театре «АпАРТе»)

## Телешоу
- 2007—2011 — «Ты — суперстар», «Суперстар», «Суперстар. Бенефисы» (НТВ, режиссёр-постановщик)
- 2010 — «Дураки, дороги, деньги» (РЕН ТВ, режиссёр-постановщик)
- 2010—2012 — «Большая разница» (Первый канал, режиссёр-постановщик)
- 2010 — «Центральное телевидение» (НТВ, режиссёр-постановщик)
- 2010 — Гала-концерт «Стиляги-шоу» (Россия-1, режиссёр-постановщик)[28]
- 2010 — «Карнавальная ночь с Максимом Авериным» (НТВ, режиссёр-постановщик)
- 2011 — «Оливье-шоу» (Первый канал, режиссёр-постановщик)
- 2011 — «Фабрика звёзд Казахстан» (режиссёр-постановщик)
- 2011 — «Валера TV» (СТС, режиссёр-постановщик)
- 2011 — «Нереальная история» (СТС, режиссёр-постановщик)
- 2012 — «Минутное дело» (Россия-1, режиссёр-постановщик)[28]

## Фильмография

### Фильмы
| Год  | Название              | Режиссёр  | Сценарист | Продюсер   | Примечание       |
| ---- | --------------------- | --------- | --------- | ---------- | ---------------- |
| 2009 | Дракон Абас Блю       | зелёная ✓ | зелёная ✓ | зелёная ✓  | Короткометражный |
| 2009 | Казроп                | зелёная ✓ | зелёная ✓ |            | Короткометражный |
| 2009 | Пушкин. Дуэль         | зелёная ✓ |           | зелёная ✓  | Короткометражный |
| 2010 | Счастливая покупка    | зелёная ✓ | зелёная ✓ | зелёная ✓  | Короткометражный |
| 2012 | Проклятие             | зелёная ✓ | зелёная ✓ |            | Короткометражный |
| 2013 | Горько!               | зелёная ✓ | зелёная ✓ |            |                  |
| 2014 | Горько! 2             | зелёная ✓ | зелёная ✓ |            |                  |
| 2014 | Нечаянно              | зелёная ✓ | зелёная ✓ |            | Короткометражный |
| 2015 | Самый лучший день     | зелёная ✓ | зелёная ✓ | зелёная ✓  |                  |
| 2017 | Везучий случай        |           | зелёная ✓ |            |                  |
| 2017 | Жизнь впереди         |           | зелёная ✓ |            |                  |
| 2017 | Ёлки новые            | зелёная ✓ | зелёная ✓ | Креативный |                  |
| 2018 | Ёлки последние        |           | зелёная ✓ |            |                  |
| 2020 | (Не)идеальный мужчина |           | зелёная ✓ |            |                  |
| 2020 | Лёд 2                 | зелёная ✓ | зелёная ✓ |            |                  |
| 2021 | Рашн Юг               |           | зелёная ✓ | Креативный |                  |
| 2021 | Родные                |           | зелёная ✓ | Креативный |                  |

### Сериалы
| Год  | Название                                      | Режиссёр  | Сценарист | Продюсер    |
| ---- | --------------------------------------------- | --------- | --------- | ----------- |
| 2014 | Кухня (3 сезон)                               | зелёная ✓ |           |             |
| 2018 | Звоните ДиКаприо!                             | зелёная ✓ | зелёная ✓ |             |
| 2021 | Совершенно летние                             |           | зелёная ✓ | Креативный  |
| 2021 | Ваша честь                                    |           |           | зелёная ✓   |
| 2021 | Сказки Пушкина. Для взрослых                  |           |           | зелёная ✓   |
| 2022 | Нина                                          |           | зелёная ✓ | зелёная ✓   |
| 2022 | Надвое                                        |           |           | зелёная ✓   |
| 2022 | Домашнее поле                                 |           |           | зелёная ✓   |
| 2022 | Стая                                          |           |           | Генеральный |
| 2022 | The Тёлки                                     |           |           | Генеральный |
| 2023 | Фишер                                         |           |           | зелёная ✓   |
| 2023 | Диагноз «Везучая»                             |           |           | Креативный  |
| 2023 | Балет                                         |           |           | Креативный  |
| 2023 | Актрисы                                       |           |           | Креативный  |
| 2023 | Слово пацана. Кровь на асфальте               | зелёная ✓ | зелёная ✓ | Креативный  |
| 2024 | Неверные                                      |           |           | Креативный  |
| 2025 | Москва слезам не верит. Всё только начинается | зелёная ✓ | зелёная ✓ | Креативный  |

## Награды и номинации
- 2006 — Премия комитета по культуре города Москвы за «Лучший режиссёрский дебют» (спектакль «Мера за меру»)[29]
- 2009 — Приз за лучший экспериментальный фильм на фестивале METERS (короткометражный фильм «Казроп»)[30]
- 2011 — Приз за лучший сценарий на фестивале METERS[31] (короткометражный фильм «Счастливая покупка»)
- 2011 — Специальный приз жюри кинофестиваля «F5» (короткометражный фильм «Счастливая покупка»)
- 2011 — Диплом кинофестиваля «Святая Анна»[32] (короткометражный фильм «Счастливая покупка»)
- 2011 — Участие в программе «Короткий метр» кинофестиваля «Кинотавр»[33] (короткометражный фильм «Счастливая покупка»)
- 2011 — Участие в конкурсной программе кинофестиваля Contravision Film Festival, Германия (короткометражный фильм «Счастливая покупка»)
- 2011 — Приз зрительских симпатий на кинофестивале 8th Naoussa International Film Festival, Греция[34] (короткометражный фильм «Счастливая покупка»)
- 2011 — Участие в конкурсной программе кинофестиваля IV International Short Film Festival Wiz-Art, Украина (короткометражный фильм «Счастливая покупка»)
- 2012 — Специальный приз жюри кинофестиваля «Святая Анна» (короткометражный фильм «Проклятие»)
- 2012 — Участие в конкурсной программе VI Международного кинофестиваля «Зеркало» имени Андрея Тарковского (короткометражный фильм «Проклятие»)
- 2012 — Участие в конкурсной программе кинофестиваля «Кинотавр. Короткий метр»[35] (короткометражный фильм «Проклятие»)
- 2012 — Участие в конкурсной программе Международного кинофестиваля «Послание к человеку»[36] (короткометражный фильм «Проклятие»)
- 2012 — Участие в конкурсной программе Международного кинофестиваля «Меридианы Тихого» (короткометражный фильм «Проклятие»)
- 2013 — Премия журнала The Hollywood Reporter Russia (приз в категории «Дебют года»)[37] (Жора Крыжовников, фильм «Горько!»)
- 2014 — Номинация на премию «Золотой орёл» за «Лучший фильм», «Лучшую режиссёрскую работу», «Лучший сценарий» (фильм «Горько!»)[38]
- 2014 — Премия «Ника»: приз в категории «Открытие года» (Жора Крыжовников, фильм «Горько!») и номинация за «Лучший фильм»[39]
- 2014 — Приз за лучший короткометражный фильм в программе «Короткий метр» кинофестиваля «Кинотавр» («Нечаянно»)[40]
- 2018 — Национальный кинофестиваль «Движение»: приз за лучший сценарий, участие в основном конкурсе «Движение. Вперёд» («Звоните ДиКаприо!»)[41]
- 2018 — Премия журнала «Кинорепортёр» за «Прорыв года» (за режиссуру «Звоните ДиКаприо!»)[42]
- 2019 — Премия «Белый слон»: приз молодых кинокритиков «Голос» («Звоните ДиКаприо!»)[43]
- 2019 — Премия Ассоциации продюсеров кино и телевидения за «Лучший телевизионный мини-сериал (5-24 серий)», номинация за «Лучшую режиссёрскую работу» («Звоните ДиКаприо!»)[44]
- 2019 — Фестиваль телевизионных фильмов «Утро Родины»: гран-при за лучший сериал, приз за лучшую режиссёрскую работу («Звоните ДиКаприо!»)[45]
- 2019 — Номинация на премию журнала GQ «Человек года» за «Режиссёра года» («Звоните ДиКаприо!»)[46]
- 2025 — лауреат четырёх премий «ТЭФИ-2025» в номинации «Драматический сериал», «Сценарист сериала», «Режиссёр сериала», «Продюсер сериала» за сериал «Слово пацана. Кровь на асфальте».